# Aleurotrachelus distinctus
Aleurotrachelus distinctus là một loài côn trùng cánh nửa trong họ Aleyrodidae, phân họ Aleyrodinae.
Aleurotrachelus distinctus được Hempel miêu tả khoa học đầu tiên năm 1922.